# Seututie 446
Pour les articles homonymes, voir Route 446.
La route régionale 446 (finnois : Seututie 446) est une route régionale allant de Kangasniemi jusqu'à Hankasalmi en Finlande,,.

## Présentation
La seututie 446 est une route régionale de Savonie du Sud et de Finlande-Centrale.